# Gare de Brunoy
Gare de Brunoy vasútállomás és RER állomás Franciaországban, Brunoy településen.

## Vasútvonalak
Az állomást az alábbi vasútvonalak érintik:
- Párizs–Marseille-vasútvonal

## Kapcsolódó állomások
A vasútállomáshoz az alábbi állomások vannak a legközelebb:
- Gare d’Yerres (Gare de Creil, D RER-vonal)
- Gare de Boussy-Saint-Antoine (Gare de Melun, D RER-vonal)